# Berlenga Gran

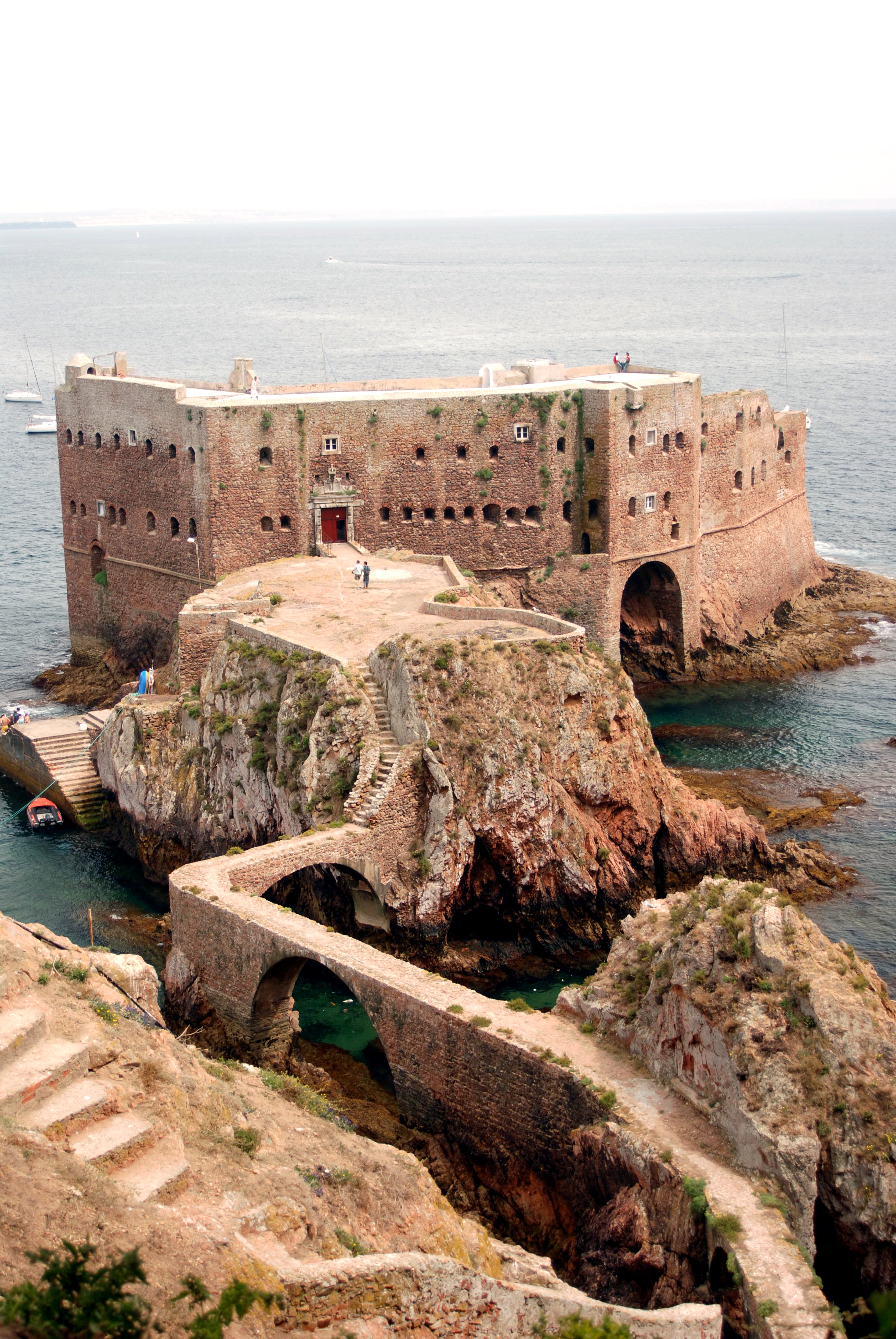
Fort de Berlenga Gran.

L'illa de Berlenga o Berlenga Gran és una illa que pertany a l'Arxipèlag de les Berlengas, a l'oceà Atlàntic i sota administració de Portugal. Berlenga Gran es divideix en dues parts, quasi totalment separades per una falla sísmica que al nord va donar origen a l'anomenat Carreiro dos Caçoes i al sud Carreiro do Mosteiro.
La part més gran de l'illa s'anomena Berlenga i representa més de 2/3 de la superfície total de l'illa; la part més petita s'anomena Ilha Velha (Illa Vella).
L'any 1465 el rei Alfons V de Portugal (1438-81) va prohibir la pràctica de qualsevol modalitat de caça en Berlenga Gran. La Reserva Natural de Berlenga és considerada Reserva Mundial de la Biosfera per part de la UNESCO des del 30 de juny de 2011.